# Cha 110913-773444
Comparação entre Cha-110913-773444, o Sol e Júpiter
Cha 110913-773444 (muitas vezes abreviado Cha 110913 ) é um objeto astronômico descoberto em 2004 por Kevin Luhman utilizando o telescópio espacial Spitzer, o telescópio espacial Hubble e outros telescópios no Chile. Está cercado por, pelo que parece ser, um disco protoplanetário. Encontra-se a uma distância de 163 al da Terra. Ainda não existe consenso entre astrônomos para se classificar o objeto que pode ser considerado uma anã marrom com um sistema planetário em órbita ou um planeta com luas que não está em órbita de alguma estrela.